# Bailey Lear
Bailey Lear (* 17. März 2001 in New Orleans, Louisiana) ist eine US-amerikanische Leichtathletin, die sich auf den Sprint spezialisiert hat. Mit der US-amerikanischen 4-mal-400-Meter-Staffel wurde sie 2025 in Nanjing Hallenweltmeisterin.

## Sportliche Laufbahn
Bailey Lear wuchs im texanischen Frisco auf und studierte ab von 2018 bis 2023 an der University of Southern California. Erste internationale Erfahrungen sammelte sie 2023, als sie bei den U23-NACAC-Meisterschaften in San José in 3:14,71 min die Goldmedaille mit der US-amerikanischen Mixed-Staffel über 4-mal 400 Meter gewann. Im Jahr darauf gewann sie bei den Hallenweltmeisterschaften in Glasgow in 3:25,34 min gemeinsam mit Quanera Hayes, Talitha Diggs und Alexis Holmes die Silbermedaille mit der Frauenstaffel hinter dem niederländischen Team. Im Mai siegte sie in 3:21,70 min in der 4-mal-400-Meter-Staffel bei den World Athletics Relays in Nassau. 2025 siegte sie bei den Hallenweltmeisterschaften in Nanjing in 3:27,45 min gemeinsam mit Quanera Hayes, Rosey Effiong und Alexis Holmes im Staffelbewerb.

## Persönliche Bestzeiten
- 400 Meter: 50,51 s, 19. Juli 2024 in Gainesville
  - 400 Meter (Halle): 51,55 s, 23. Februar 2025 in New York City